# 2011. február 22-i ütközet
A 2011. február 22-i ütközet az Amerikai Egyesült Államok Haditengerészete és az amerikai zászló alatt közlekedő Quest jachtot fogságba ejtő szomáliai kalózok között folyt.

## Előzmények
2011. február 4-én az amerikai lobogó alatt közlekedő Quest jachtot egy csoport szomáliai kalóz Omán partjaitól több száz mérföldre megtámadta és elfoglalta. A hajón négy amerikai állampolgár utazott, akik a világot körbejárva mindenhol bibliákat osztogattak. Miután a kalózok átvették az uralmat a hajó fölött, Szomália Puntföld nevű területe felé vették az irányt.
Hogy megakadályozzák a partra szállást és a túszok eltüntetését, az USA haditengerészete a hajó után küldött néhány hajót, hogy kövessék a kalózokat, és akadályozzák meg a partra szállást. Hétfőn két kalóz – hogy tárgyalhassanak az amerikai haditengerészet képviselőivel – a USS Sterret fedélzetére lépett.

## Ütközet
2011. február 22-én, kedden rakétameghajtású gránátokkal lőtték a szomáliaiak a USS Sterett fedélzetét. Mivel a tengerészet attól tartott, hogy a foglyok bajba kerülhetnek, azt javasolták, a fedélzeten próbálják meg legyőzni a kalózokat. Így 15 speciális osztagba tartozó amerikai katona megtámadta a jachtot, és közelharcot vívtak a fedélzeten lévő kalózokkal. Eközben két kalóz meghalt, a maradék 15 pedig fogságba esett. Rajtuk kívül további két kalózt találtak holtan, de őket nem a haditengerészet emberei ölték meg. A kalózok mind a négy foglyot megölték. Bár többeket még élve vittek át a jacht mellé kiküldött hajóra, sebesüléseikbe ők is belehaltak.